# Nate Mendel
 (avril 2009).
Si vous disposez d'ouvrages ou d'articles de référence ou si vous connaissez des sites web de qualité traitant du thème abordé ici, merci de compléter l'article en donnant les références utiles à sa vérifiabilité et en les liant à la section « Notes et références ».
Nathan Gregor Mendel, dit Nate Mendel, est né le 2 décembre 1968 à Richland, Washington.
Il est le bassiste du groupe Foo Fighters et autrefois de Sunny Day Real Estate.

## Biographie
Il a commencé sa carrière musicale dans le groupe Diddly Squat, ensuite joué dans les bandes de punk assez populaires : Christ on a Crutch, Brotherhood (Seattle Straight edge), Galleons Lap. Il était un membre de Sunny Day Real Estate et de Juno avant le fait de rejoindre les Foo Fighters en 1995 (après que Sunny Day Real Estate se soit dissous). Bien que Sunny Day Real Estate se réunifièrent pour deux albums (How It Feels to Be Something On et The Rising Tide), il reste avec les Foo Fighters. Il a alors adhéré avec d'autres membres de Sunny Day Real Estate, Jeremy Enigk et William Goldsmith pour former The Fire Theft, qui a sorti un album en 2003. Il a joué dans le film indie "Our Burden Is Light" (Notre Fardeau est léger, par traduction, mais le film n'est pas sorti en France) dans lequel il joue un rôle comme étant le petit ami du meilleur ami de la femme principale et le bassiste. Dans le film, Mendel joue dans une bande appelée "Bleeder", se composant de lui, Jessica Ballard et Taylor Hawkins.
Nate Mendel a rejoint les Foo Fighters comme bassiste, avec l'ancien batteur de Nirvana, Dave Grohl (qui maintenant est guitariste et chanteur) . Le groupe a depuis sorti dix albums studio et un album live, Mendel continue à jouer avec Dave Grohl, Taylor Hawkins et Chris Shiflett. Mendel et Grohl sont les deux seuls membres originaux du groupe des Foo Fighters.
Nate a un fils, Noah, avec sa femme. Nate a fait ses études à Hanford Jr./Sr. ,collège à Richland, Washington. Il était aussi bien un skateur avide qu'un pilote de BMX dans la région de Washington.
Il veille également au bon fonctionnement du blog officiel des Foo Fighters. Il est également connu pour son adhésion militante à la controverse sur le SIDA.

## Technique
(mars 2022).
Nate est connu pour son utilisation presque exclusive du plectre, néanmoins dans "Long Road to Ruin", on le voit jouer aux doigts, comme dans "Marigold" pendant le live Skin and Bones.
Son jeu précis empreint d'une technique sûre va à l'encontre de ses prestations scéniques, toujours très discrètes.

## Équipement
L'organisation principale de Mendel se compose de basses "Fender Precision" jouées par Ashdown ABM-et plus récemment, des Amplificateurs de Basse Classic-Series. Il utilise aussi souvent des basses "Lakland Bob Glaub Signature Precision" pendant ses tournées. Il est vu jouant avec une basse "Lakland" dans le clip "The Pretender". Il utilise une "Gibson Ripper" dans le clip "Best of You" et dans le clip "Long Road to Ruin", il utilise une " Red Fender Jazz" avec un "pickguard" noir.